# 小謝爾巴基
47°32′55″N 35°32′52″E / 47.54861°N 35.54778°E
小謝爾巴基（烏克蘭語：Малі Щербаки）是位於烏克蘭東南部的村莊，由扎波羅熱州瓦西里夫卡區斯泰普諾希爾斯克市鎮負責管轄。該村始建於1886年，面積25.8平方公里，海拔高度99米，2001年人口355，人口密度每平方公里13.8人。